# Puebla de Don Fadrique
Puebla de Don Fadrique – gmina w Hiszpanii, w prowincji Grenada, w Andaluzji, o powierzchni 523,39 km². W 2011 roku gmina liczyła 2393 mieszkańców.
La Puebla de Don Fadrique znajduje się u podnóża Sierra de La Sagra, na zboczach góry El Calar, obok skrzyżowania drogi między Caravaca i Huéscar z drogą między Beas de Segura i Vélez-Rubio, mijając Santiago de la Espada.